# Aut Records
Aut Records est un label indépendant italo-allemand, basé à Berlin. Il est  spécialisé dans le jazz, l'improvisation musicale et la musique électronique. 

## Histoire
Le label est fondé en 2010 par le saxophoniste et clarinettiste Davide Lorenzon, Davide Lorenzon et Bob Meanza en sont les directeurs artistiques. Aut Records est un organisme sans but lucratif et un label opérant sur une base coopérative. Aut Records a publié plus de 26 albums par des artistes aux origines musicales diverses, allant de la musique improvisée, au jazz, à la musique électronique, au rock ou encore à la composition expérimentale.
Le catalogue du label regroupe notamment le violoncelliste Tristan Honsinger accompagnant l'Hanam Quintet; le sopraniste Luciano Caruso ; le pianiste Emanuele Maniscalco ; le pianiste Nicola Guazzaloca ; l'altiste Szilard Mezei ; Davide Lorenzon et Kongrosian, le trio qu'il co-dirige. Le projet Toxydoll de Bob Meanza ainsi que son duo avec le sitariste Filipe Dias De ; et bien d'autres.

## Aut Fest
Depuis 2014, le label organise un festival annuel à Berlin portant le nom de Aut Fest, et présentant des performances d'artistes ayant publié sur Aut Records,,,.

## Couvertures d'albums
Une attention particulière est portée sur les illustrations des couvertures d'albums d'Aut Records. Les artistes ayant produit un travail graphique jusqu'ici sont : Sandro Crisafi, Roberto Laforgia, Emanuele Kabu, Pietro Caponnetti, Martina Gunkel, Nicola Guazzaloca et Massimo Ugolini.

## Artistes notables
- Luciano Caruso
- Filipe Dias De
- Nicola Guazzaloca
- Hanam Quintet
- Tristan Honsinger
- Davide Lorenzon
- Emanuele Maniscalco
- Bob Meanza
- Szilard Mezei
- Tell No Lies[5]

## Catalogue
| Année | Titre                                 | Artiste(s)                                                                                      | N° de Cat |
| ----- | ------------------------------------- | ----------------------------------------------------------------------------------------------- | --------- |
| 2010  | Bootstrap Paradox                     | Kongrosian meets Oreste Sabadin (Alberto Collodel, Davide Lorenzon, Ivan Pilat, Alessio Faraon) | aut 001   |
| 2011  | Trypterygion                          | Luciano Caruso, Luigi Vitale                                                                    | aut 002   |
| 2011  | You Can Never Please Anybody          | Crisco 3 (Francesco Bigoni, Piero Bittolo Bon, Beppe Scardino)                                  | aut 003   |
| 2012  | The Exit Door Leads In                | Kongrosian (Alberto Collodel, Davide Lorenzon, Ivan Pilat)                                      | aut 004   |
| 2012  | Electrical Landscapes                 | Laand                                                                                           | aut 005   |
| 2013  | Small Choices                         | Small Choices (Gabriele Rubino, Emanuele Maniscalco, Giacomo Papetti)                           | aut 006   |
| 2013  | Hanam Quintet feat. Tristan Honsinger | Hanam Quintet, Tristan Honsinger                                                                | aut 007   |
| 2013  | Color Network                         | Danilo Gallo, Francesco Massaro, Giacomo Mongelli, Beppe Scardino, Adolfo La Volpe              | aut 008   |
| 2014  | Bug Jargal                            | Bug-Jargal (Luciano Caruso, Giorgio Pacorig, Nello Da Pont)                                     | aut 009   |
| 2014  | Schrödinger's Cat                     | Schrödinger's Cat (Paolo Bruso, Riccardo Marogna, Niccolo Romanin)                              | aut 010   |
| 2014  | puzzling                              | Patchwork Voices (Claudia Cervenca, Annette Giesriegl)                                          | aut 011   |
| 2014  | Cups, Glasses and Tanks               | Nicola Guazzaloca, Pablo Montagne, Giacomo Mongelli                                             | aut 012   |
| 2014  | Homoheterogeneity                     | Raccoglimento Parziale (Stefano Meucci, Andrea Giachetti)                                       | aut 013   |
| 2014  | Aut To Lunch                          | Piero Bittolo Bon, Alfonso Santimone, Danilo Gallo, Gioele Pagliaccia                           | aut 014   |
| 2014  | S/t                                   | Benedict Anderson The Band (Paul Roth, Karsten Lipp, Christian Windfeld)                        | aut 015   |
| 2014  | Hanam at Piggotts                     | Hanam Quintet (Anna Kaluza, Alison Blunt, Manuel Miethe, Horst Nonnenmacher, Niko Meinhold)     | aut 016   |
| 2014  | Tecniche Arcaiche - Live at Angelica  | Nicola Guazzaloca                                                                               | aut 017   |
| 2015  | OU                                    | Bob Meanza & Filipe Dias De                                                                     | aut 018   |
| 2015  | Down to Earth                         | Urban Killas                                                                                    | aut 019   |
| 2015  | Fish Tales                            | UGO                                                                                             | aut 020   |
| 2015  | Zero Brane                            | Matteo Tundo                                                                                    | aut 021   |
| 2015  | Bullsheep                             | Toxydoll                                                                                        | aut 022   |
| 2016  | Silent People                         | Silent People (Stefano Meucci, Gianpaolo Camplese)                                              | aut 023   |
| 2016  | Cantiere Simone Weil                  | Szilard Mezei, Nicola Guazzaloca, Tim Trevor-Briscoe                                            | aut 024   |
| 2016  | Le armi di Ares                       | Vocione (Marta Raviglia, Tony Cattano)                                                          |           |
| 2016  | TBA                                   | Berlin Soundpainting Orchestra                                                                  |           |
| 2016  | AUTotrophy                            | 12+                                                                                             |           |